# KiKi Layne

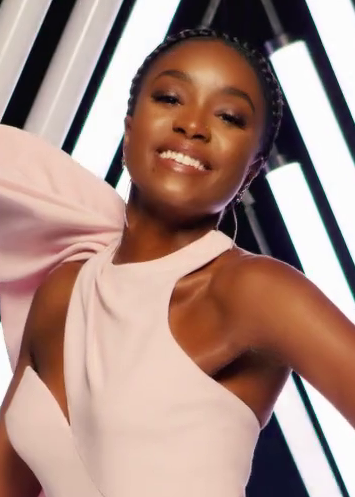
Kiki Layne (2019)

Kiandra „KiKi“ Layne (* 10. Dezember 1991 in Cincinnati, USA), alternative Schreibweise Kiki Layne, ist eine US-amerikanische Schauspielerin.

## Leben

### Ausbildung und Theaterarbeit
KiKi Layne wuchs in Cincinnati auf. Dort besuchte sie eine Kunsthochschule und erlernte das Flöten-, Horn- und Trompetenspiel. Danach absolvierte Layne ein Schauspielstudium an der Theaterhochschule der DePaul University in Chicago, das sie 2014 mit dem Bachelor of Arts abschloss. Nach ihrem Studium trat sie als Theaterschauspielerin in Chicago in Erscheinung und wurde festes Ensemblemitglied der Definition Theatre Company. Dabei wählte sie den Kosenamen „Kiki“ als Künstlernamen, anstatt ihres Geburtsnamens Kiandra. Etwa zu Beginn ihrer Filmkarriere sollte sie die Schreibweise in „KiKi“ ändern.
2016 bekleidete Layne eine Nebenrolle als betrogene Ehefrau Ayesha Price in Evan Linders Rassendrama Byhalia, Mississippi (Definition Theatre/New Colony), woraufhin die 24-jährige Afroamerikanerin von der Chicago Tribune für ihren Intellekt gelobt und zu den zehn aufregendsten Nachwuchstalenten der Saison gezählt wurde. Im selben Jahr war Layne als kämpferische und ihre Sexualität beherrschende Prism in Kristiana Rae Colóns Slam-Poetry-Drama Octagon (Jackalope Theatre Company) zu sehen, was ihr 2017 eine Nominierung für den Preis der Black Theater Alliance als beste Nebendarstellerin einbrachte. Mit dem Kriegsdrama Letters Home (Griffin Theatre), das von Briefen im Mittleren Osten stationierter US-Soldaten inspiriert wurde, ging sie auf Tournee.

### Rollen in Film und Fernsehen
Parallel zu ihrer Karriere im Theater erhielt Layne die Hauptrolle in Seith Manns Kurzfilm Veracity (2015). In dem Drama war sie als beliebte High-School-Schülerin zu sehen, die von ihren Freunden geoutet wird, nachdem sie Gefühle für eine neue Mitschülerin hegt. Ein Jahr später absolvierte sie einen Gastauftritt in einer Folge der Krankenhausserie Chicago Med (2016). 2017 bewarb sich Layne bei der „Drama Diversity Casting Initiative“ des Senders CBS, das landesweit nach jungen Schauspieltalenten Ausschau hielt, um diesen Vorsprechen für produktionseigene Serien oder Pilotfilme in Los Angeles zu ermöglichen und so für mehr Diversität und Inklusion in der US-Fernsehbranche zu sorgen. Aus mehr als 10.000 Bewerbern gelangte Layne unter die zwölf finalen Kandidaten und war so Anfang 2017 in der Dokumentation CBS Drama Casting Initiative 12 zu sehen.
Im Juni 2017 zog Layne nach Los Angeles. Größere Bekanntheit in den Medien brachte ihr drei Monate später die Verpflichtung für Barry Jenkins’ Spielfilm If Beale Street Could Talk ein, der am 9. September 2018 veröffentlicht wurde. In der gleichnamigen Verfilmung eines Romans von James Baldwin (dt. Titel: Beale Street Blues) spielt Layne die Hauptrolle der schwangeren Tish, die im Harlem der 1970er-Jahre versucht, die Unschuld ihres afroamerikanischen Verlobten (dargestellt von Stephan James) zu beweisen, der der Vergewaltigung einer anderen Frau beschuldigt wird. Beim Casting für ihre erste Kinorolle hatte sich Layne gegen mehr als 300 Konkurrentinnen durchgesetzt. Eigenen Angaben zufolge hatte Layne ursprünglich ihren damaligen Freund bei der Bewerbung um die männliche Hauptrolle unterstützen wollen und sich daher in den Part der Tish eingelesen. Sie fand Gefallen an der Rolle und sendete daraufhin ein eigenständiges Bewerbungsvideo ab.
Film und Hauptdarstellerin wurden noch weit vor der Premiere von If Beale Street Could Talk von Branchendiensten als mögliche Oscar-Kandidaten gehandelt. Tatsächlich wurde Layne für eine Reihe von Nachwuchspreisen nominiert und mit dem Black Reel Award als beste Hauptdarstellerin ausgezeichnet. Weitere Filmengagements folgten für Rupert Wyatts Science-Fiction-Thriller Captive State und Rashid Johnsons Historiendrama Native Son, die beide 2019 in den Kinos veröffentlicht wurden.

## Filmografie
- 2015: Veracity (Kurzfilm)
- 2016: Chicago Med (Fernsehserie, 1 Folge)
- 2017: CBS Drama Casting Initiative 12 (Fernsehfilm)
- 2018: If Beale Street Could Talk
- 2019: Native Son
- 2019: Captive State
- 2019: The Staggering Girl (Kurzfilm)
- 2020: The Old Guard
- 2021: Der Prinz aus Zamunda 2 (Coming 2 America)
- 2022: Chip und Chap: Die Ritter des Rechts (Chip 'n' Dale: Rescue Rangers, Stimme)
- 2022: Don’t Worry Darling
- 2024: Dandelion
- 2025: The Old Guard 2

## Auszeichnungen
- 2018: Philadelphia Film Critics Circle Award für If Beale Street Could Talk (Beste Nachwuchsdarstellerin)
- 2018: „Discovery Award“ des Savannah Film Festivals für If Beale Street Could Talk
- 2019: Black Reel Award für If Beale Street Could Talk (Beste Hauptdarstellerin)
- 2019: „Essence Black Women in Hollywood Honoree“ für If Beale Street Could Talk